# Paris Football Club 1972-1973
Questa voce raccoglie le informazioni riguardanti il Paris Football Club nelle competizioni ufficiali della stagione 1972-1973.

## Stagione
In seguito alla scissione dal Paris Saint-Germain voluta dal Consiglio di Parigi, il Paris Football Club conservò lo statuto di squadra professionistica potendo quindi usufruire di un Parco dei Principi completamente rinnovato e della rosa della prima squadra del PSG, già proveniente dallo Stade Saint-Germain.
Concluso il girone di andata in ultima posizione con 11 punti all'attivo, il PFC disputò in seguito un campionato campionato ad alti livelli, risultando al terzo posto nella classifica dei punti ottenuti nel girone di ritorno e concludendo al dodicesimo posto, al di sopra della zona salvezza.
In Coppa di Francia il PFC giunse agli ottavi di finale eliminando Épinal e Bastia, uscendo infine per mano dei futuri finalisti del Nantes.

## Maglie e sponsor
Lo sponsor ufficiale per la stagione 1972-1973 è Bic. In seguito alla separazione dal Paris Saint-Germain, la squadra acquisisce l'arancione come colore sociale, con le divise caratterizzate dalla presenza del numero del giocatore sulla parte anteriore.
| Manica sinistra · Maglietta · Manica destra · Pantaloncini · Calzettoni | Manica sinistra · Maglietta · Manica destra · Pantaloncini · Calzettoni | Manica sinistra · Maglietta · Manica destra · Pantaloncini · Calzettoni |  |

## Rosa
| N. |                     | Ruolo | Calciatore                |
| -- | ------------------- | ----- | ------------------------- |
|    | Francia (bandiera)  | P     | Dominique Contarin        |
|    | Francia (bandiera)  | P     | Guy Delhumeau             |
|    | Francia (bandiera)  | P     | Bernard Iche              |
|    | Svizzera (bandiera) | D     | Gabet Chapuisat           |
|    | Francia (bandiera)  | D     | Jean Djorkaeff (capitano) |
|    | Francia (bandiera)  | D     | Daniel Guicci             |
|    | Francia (bandiera)  | D     | Gérard Madronnet          |
|    | Francia (bandiera)  | D     | Jean-Paul Rostagni        |
|    | Marocco (bandiera)  | D     | Kacem Slimani             |
|    | Francia (bandiera)  | D     | Daniel Solas              |
|    | Francia (bandiera)  | D     | Daniel Zorzetto           |
|    | Francia (bandiera)  | C     | Jean-Paul Couhet          |

| N. |                    | Ruolo | Calciatore          |
| -- | ------------------ | ----- | ------------------- |
|    | Francia (bandiera) | C     | Georges Eo          |
|    | Francia (bandiera) | C     | Bernard Guignedoux  |
|    | Francia (bandiera) | C     | Daniel Horlaville   |
|    | Francia (bandiera) | C     | Alain Laurier       |
|    | Francia (bandiera) | C     | Sylvain Léandri     |
|    | Francia (bandiera) | C     | Jean-Louis Leonetti |
|    | Israele (bandiera) | C     | Mordechai Spiegler  |
|    | Francia (bandiera) | A     | Jean-Claude Bras    |
|    | Francia (bandiera) | A     | Louis Floch         |
|    | Francia (bandiera) | A     | Michel Prost        |
|    | Francia (bandiera) | A     | Jean-Luc Rabat      |